# 산유테 다카스케
산유테 다카스케(일본어: 三遊亭 多歌介, 본명: 구리하라 시로 栗原史郎, 1966년 11월 26일 ~ 2021년 8월 27일)는 일본의 라쿠고카이다. 도쿄도에서 태어나 중학교 1학년 때 사이타마현 고시가야시로 옮겼고, 고시가야시 후지 중학교 라쿠고 연구회에 입부했다. 가스카베 교에이 고등학교에 재학중이던 1983년에 라쿠고카 산유테 엔카 (3대) 밑으로 입문했다. 1989년 후타쓰메로 승진하여 산유테 가후(三遊亭歌風)라는 이름을 받았고, 1998년 신우치로 승진하여 다카스케(多歌介)로 개명했다. 2021년 8월 27일 코로나19로 사망했다. 동문인 산유테 오니마루에 따르면 그는 20일 증상이 나타나 자택에서 요양하다 26일 입원했다고 한다. 그는 또한 코로나19를 (흔한) 감기로 취급하며 백신은 위험하니 자신도 맞지 않을 것이며 동문인 오니마루에게도 맞지 않을 것을 권했다고 한다.